# Félix Susaeta
Félix Susaeta Mardones (n. Antezana de Foronda, Álava; 1860 - f. Vitoria; 1948) fue un médico y político republicano de Álava (España).
Era médico de profesión y propietario rural de Elburgo y uno de los fundadores en diciembre de 1929 de la agrupación vitoriana del Partido Republicano Radical Socialista. En las elecciones a Cortes Constituyentes de 1931 fue el candidato del bloque republicano-socialista en Álava, resultando elegido diputado por las mayorías con 8.513 votos. El triunfo de Susaeta se fundamentó en la excelente votación obtenida en Vitoria (la mitad de los votos) lo que le permitió ser el más votado frente a una derecha dividida (el candidato tradicionalista obtuvo unos 8 000 votos, en tanto que el nacionalista vasco obtuvo 4 600).
Se opuso al Estatuto de Estella decantándose por una solución fuerista «que tan fácil encaje tiene en la estructuración de la nueva España» rechazando el estatuto vasco-navarro, creador a su juicio de «conglomerados para crear concilios o consejillos independientes» que más bien serían «una quimera que sólo tiene ensoñación en la megalomanía bilbaína».
Susaeta abandonó el Partido Radical-Socialista en 1933, siguiendo a los partidarios de Marcelino Domingo, que deseaban mantener la alianza con el PSOE y crearon el Partido Republicano Radical Socialista Independiente. En las elecciones de 1933, Susaeta fue el candidato de una coalición formada por Acción Republicana, PSOE, PRRSI y Partido Republicano Autónomo de Álava, pero no resultó elegido al obtener 4.856 votos, debido a la desunión del republicanismo y la fuerza de las candidaturas de derecha.
Posteriormente se integró en Izquierda Republicana. En abril de 1936 fue uno de los dos compromisarios elegidos en Álava en las candidaturas del Frente Popular para la elección del presidente de la República en abril de 1936.